# Die Unschärferelation der Liebe
Die Unschärferelation der Liebe ist ein deutscher Kinospielfilm aus dem Jahr 2023. Die unter der Regie von Lars Kraume entstandene Romantische Komödie basiert auf dem Theaterstück Heisenberg des britischen Dramatikers Simon Stephens.

## Handlung
Die Schulsekretärin Greta und Alexander, Metzger von Beruf, warten zufällig gemeinsam an einer Bushaltestelle auf den Bus, als Greta unvermittelt den Mann auf den Hals küsst. Sie entschuldigt sich bei ihm mit der Begründung, sie habe ihn verwechselt, er habe sie irgendwie an ihren Mann erinnert, der vor anderthalb Jahren gestorben ist. Sie redet weiter auf ihn ein, was ihm offensichtlich lästig ist, und er kann sie nur mit Mühe abschütteln. Wenige Tage später steht sie in seiner Metzgerei, die Adresse hat sie offenbar im Internet gefunden. Sie redet weiter auf ihn ein, und allmählich findet Alexander Gefallen an der deutlich jüngeren Frau, die plötzlich wieder Spaß und Freude in sein Leben bringt.

## Produktion
Die Dreharbeiten fanden von Oktober bis Dezember 2022 in New Jersey und Berlin statt. Unterstützt wurde der Film von dem Deutschen Filmförderfonds und dem Medienboard Berlin-Brandenburg. Produziert wurde der Film von Stefan Arndt und Genia Krassnig für X Filme Creative Pool in Ko-Produktion mit dem Hessischen Rundfunk.

## Veröffentlichung
Die Uraufführung fand am 26. Juni 2023 im Rahmen des Filmfest München statt, die Berlin-Premiere am 28. Juni 2023 im Delphi Filmpalast. Der deutsche Filmverleih X Verleih brachte den Film am 29. Juni 2023 in die deutschen Kinos, in Österreich übernahm der Filmladen den Verleih.

## Kritik
Carsten Beyer von RBB-Kultur lobt die Musik von Lars Kraume, der die „behutsame Lovestory zweier Best Ager“ mit viel Musik garniert habe. An den schönen Bildern aus Berlin merke man, dass der Regisseur sich in der Stadt gut auskenne. Die Unschärferelation der Liebe, ein romantischer Film, sei in gewisser Weise auch ein Berlin-Film.